# Финценхаген, Людвиг
Карл Герман Людвиг Финценхаген (нем. Ludwig Hermann Otto Finzenhagen; 23 июля 1860, Магдебург — 11 апреля 1931, Магдебург) — немецкий органист. Сын Германа Финценхагена. Известен как Людвиг Финценхаген, но иногда упоминается и как Герман Финценхаген, что создаёт путаницу с отцом.
Учился у своего отца и школу при монастыре Богоматери. Затем в 1881—1885 гг. в Институте церковной музыки в Берлине, одновременно посещая также лекции по музыковедению в Берлинском университете. В 1886—1890 гг. кантор в кафедральном соборе Мариенвердера. В 1891 году вернулся в Магдебург и занял пост титулярного органиста Валлонской церкви, где и работал до конца жизни (впрочем, в 1915 году безуспешно претендовал на место экстраординарного профессора церковной музыки в Гёттингенском университете).
В 1887 году опубликовал пять фортепианных пьес под общим названием «Полевые цветы» (нем. Feldblumen), обозначенные как Op. 1, — по отзыву «Новой берлинской музыкальной газеты», эти салонные пьесы свидетельствовали о хорошем вкусе и многообещающем будущем молодого автора. Автор Пасхальной кантаты (нем. Osterkantate, премьера в 1918 году в Магдебурге), Реформационной кантаты (нем. Reformationskantate, премьера в 1925 году в Баден-Бадене), других хоровых, органных и фортепианных сочинений. Музыка Финценхагена получила ряд наград во Франции.